# Sara Ramírez Bermúdez
Sara Ramírez Bermúdez (Ripollet, 4 de setembre de 1987) és una jugadora de tennis de taula catalana.

## Trajectòria
Sorgida del Club Tennis Taula Ripollet, destacà ja en categories inferiors guanyant deu títols d'Espanya, nou de Catalunya i dos d'Europa per equips. El 2001 ingressà al Centre d'Alt Rendiment de Sant Cugat del Vallès i el 2004 fitxà per La Zubia, a Granada, on el seu germà feia d'entrenador.
Ha estat 5 vegades campiona d'Espanya en la prova individual (2006, 2007, 2009, 2012, 2013), i 6 vegades subcampiona. També va ser 11 vegades campiona d'Espanya en la modalitat de dobles, essent la jugadora que en més ocasions ha obtingut aquest torneig. Sis d'aquests 11 títols els va obtenir formant parella amb Galia Dvorak. El juliol de 2012, era la 29a d'Europa i la 83a del Món. Va competir als Jocs Olímpics d'estiiu de 2012.
Obtingué la seva millor classificació en el Rànquing mundial de la Federació Internacional de Tennis Taula el febrer de 2013, aconseguint la posició 70. Aquell mateix any guanyà la medalla de bronze en el Campionat d'Europa en la modalitat de dobles, formant parella amb Yanfei Shen.
A nivell de clubs ha jugat al Fotoprix Vic, guanyà una lliga (2007) i fou subcampiona en les cinc següents (2008-12), a l'UCAM Cartagena TM i al Covicsa Santa Eulària.